# Arvi Paloheimo
Arvi Martin-Brand Paloheimo (19 de noviembre de 1921, Oulu,– 25 de enero de 2014, Riihimäki) fue el consejero delegado de la compañía Paloheimo. Entró en la compañía en 1954 y se convirtió en su presidente y CEO en 1967. Se desempeñó en los años 1974-2001 como presidente de la junta y luego como miembro de la junta directiva a partir del año 2007.
Su padre era el vuorineuvos o «consejero montaña» Olli Paloheimo. Se casó en 1962 con Aina Katri Johanna Vahervuori, y tuvo dos hijos, Martín (1963) y Olli (1965).